# 證言 (電影)
《證言》（韓國語：／*/?）為1974年韓國戰爭電影，於1974年1月1日上映，片長125分鐘，由林權澤執導，電影振興公社出品、製作及發行，申一龍、金昌淑主演，本片為韓戰休戰20週年紀念電影作品，除了得到韓國國軍全力協助拍攝之外，更耗資1億製作費，為製造充滿真實感的戰爭場面，電影公司更從日本請來特殊技術人員為本片製造逼真的特別效果，此外本片是導演林權澤其中一部經典反共戰爭電影代表作。
本片在韓國上映後共有23萬入場人次，導演林權澤憑本片再次奠定日後在韓國影壇上的地位。

## 劇情介紹
1950年6月25日，朝鮮人民軍南侵，在38線的韓國國軍士兵奮勇反擊，此時，休假中的張少尉正在與未婚妻順雅共度週末，突然，朝鮮空軍空襲漢城，戰爭開始，而軍部亦召回所有休假中的軍人歸隊，隨後韓國國軍更進行一場接一場的反擊，順雅擔心未婚夫的安危，亦獨自踏上了尋夫之路，途中經歷了戰爭的殘酷和慘痛⋯

## 演員陣容
| 角色名稱 | 演員   | 備註                   |
| -------- | ------ | ---------------------- |
| 張 旭    | 申一龍 | 順雅的未婚夫，陸軍少尉 |
| 朴順雅   | 金昌淑 | 張旭的未婚妻           |
| 致 九    | 朴志勳 |                        |
| 金一等兵 | 金堯薰 |                        |
| 元 君    | 尹英柱 | 元教授之子             |
| 元教授   | 朴 巖  |                        |
| 宋女士   | 朱曾女 | 元教授之妻             |
| 審問官   | 黃 海  |                        |
| 參謀總長 | 朱善泰 |                        |
| 老婦     | 黃貞順 |                        |
| 崔工兵監 | 崔佛岩 |                        |

## 獎項

### 獲獎
- 第13屆大鐘獎（1974年）[1]

- 「特別演出獎」：林權澤
- 「特別演技獎」：金昌淑
- 「特別技術獎」：徐廷珉

- 第20屆亞洲影展（1974年）

- 「最佳女主角獎」：金昌淑

## 外部連結
- 互联网电影数据库（IMDb）上《證言》的资料（英文）
- 韩国电影数据库（KMDb）上《證言》的資料